# Sarah Loko
Sarah Loko Guerschner (ur. 14 października 1986) – francuska, a od 2016 roku belgisjka judoczka i sambistka. Uczestniczka mistrzostw świata w 2010; druga w drużynie w 2008. Startowała w Pucharze Świata w latach 2005, 2006, 2009–2012, 2016 i 2017. Zajęła piąte miejsce na mistrzostwach Europy 2012, a także trzykrotna medalistka w drużynie. Wicemistrzyni uniwersjady w 2009. Wygrała igrzyska frankofońskie w 2009. Mistrzyni Francji w 2008 roku.
Zdobyła brązowy medal na igrzyskach europejskich w 2015 w sambo.